# War for the Planet of the Apes
War for the Planet of the Apes (titulada El Planeta de los Simios: La guerra en Hispanoamérica y La guerra del planeta de los simios en España) es una película estadounidense de ciencia ficción y acción de 2017, dirigida por Matt Reeves, coescrita junto a Mark Bomback. Protagonizada por Andy Serkis, Woody Harrelson y Steve Zahn. es la secuela de Dawn of the Planet of the Apes, la tercera película de su reinicio de 2011 y la novena película de la franquicia El planeta de los simios. En la película, el conflicto entre simios y humanos ha escalado hasta convertirse en una guerra total, y César se propone vengar a aquellos que ha perdido.
El desarrollo de War for the Planet of the Apes comenzó en enero de 2014, después de que 20th Century Fox viera la versión de Reeves de su predecesor; pronto se confirmó su regreso, junto con el de Bomback. En mayo de 2015 se anunció una fecha de lanzamiento condicional de 2016, lo que condujo a una relación de preproducción más estrecha y rápida entre el escritor y el director. La película comparte similitudes con Battle for the Planet of the Apes (1973), con énfasis en el impacto del desarrollo psicosocial y la interacción de los simios y los humanos. El casting comenzó en agosto de 2015 y finalizó en octubre; la fotografía principal de la película comenzó el 14 de octubre de 2015 en Vancouver, Canadá y concluyó en marzo de 2016, con lugares de rodaje que incluyen Lower Mainland y Kananaskis Range.
War for the Planet of the Apes se estrenó el 10 de julio de 2017 en el SVA Theatre de la ciudad de Nueva York y fue estrenada en cines en todo el mundo por 20th Century Fox el 14 de julio.La película recibió elogios de la crítica, con elogios por la dirección de Reeves, la actuación de Serkis, los efectos visuales, los temas, el peso emocional, la partitura de Michael Giacchino y la cinematografía de Michael Seresin. La película fue un éxito comercial, recaudó más de 490 millones de dólares y recibió numerosos premios y nominaciones, incluidas nominaciones a Mejores efectos visuales y Mejores efectos visuales especiales en la 90.ª edición de los Premios de la Academia y la 71.ª edición de los Premios de Cine de la Academia Británica, respectivamente.
Una secuela, titulada Kingdom of the Planet of the Apes, se estrenó en 2024.

## Argumento
Dos años después de que los humanos de la colonia de San Francisco pidiesen ayuda a una base militar en el norte durante el ataque de Koba en Dawn of the Planet of the Apes, el clan de simios dirigido por César es atacado en el bosque por la facción militar Alfa-Omega, compuesta por militares de las fuerzas especiales, a la que se han aliado algunos simios que en su día apoyaron a Koba, el simio que intentó dar un "golpe de estado" contra César. Los simios tienden una emboscada a la unidad militar, tomando algunos prisioneros, incluido el gorila "Rojo", apodado "Asno". Los militares capturados revelan que su jefe es un coronel y que lo llevaban buscando durante mucho tiempo. César decide liberar a los prisioneros con un mensaje para el coronel: "Yo no empecé esta guerra", y como una oferta de paz para los humanos. Aunque César decide hacer planes para trasladar al clan a través del desierto, para no sufrir más bajas, esa noche son atacados por un comando militar liderado por el Coronel, quien mata a la esposa de César, Cornelia, y a su hijo mayor, Ojos Azules, dejando vivo únicamente a su hijo menor, Cornelius, quien alcanza a esconderse. Durante la lucha, un gorila albino llamado Winter traiciona a César por miedo a los soldados, y escapa para luchar con Alpha-Omega.
César parte para vengarse del Coronel, acompañado de sus aliados más cercanos, el orangután Maurice, el chimpancé Rocket y el gorila Luca, mientras que los otros simios se dirigen al desierto. Más tarde, llegan a un campamento de Alfa-Omega, donde César interroga al gorila albino, Winter, el cual, antes de morir accidentalmente asfixiado por César, le revela que el coronel se ha ido a un lugar llamado Frontera. Ese acto le hace preocuparse por estar convirtiéndose en Koba. Durante su viaje, encuentran a un hombre que vive en una aldea abandonada y lo matan cuando intenta alcanzar su rifle. Tras descubrir a su hija, que aparentemente no puede hablar, Maurice insiste en llevarla con ellos. Al llegar a las montañas, encuentran los cadáveres de tres soldados de Alfa-Omega, semienterrados en la nieve, uno de los cuales aún está agonizando. César le pregunta quién le hizo eso, pero el soldado, al igual que la niña, no puede hablar y César lo mata para ahorrarle la agonía por sus heridas. Más tarde, el grupo es acechado por un extraño. Al perseguirlo y alcanzarlo, descubren que se trata de un chimpancé que se hace llamar "Simio Malo". Este les revela que había estado viviendo en un zoológico antes de la pandemia de gripe simia y a diferencia de otros simios (que se comunican con lenguaje de señas) aprendió a hablar al oír a los humanos. Simio Malo, antes reticente, les guía hasta una instalación militar que se convirtió en una zona de cuarentena durante la pandemia, y que actualmente es el cuartel general de Alfa-Omega.
Cuando el grupo llega hasta la instalación, Luca es asesinado por los paramilitares mientras protegía a César, el cual, decidido a ir sólo, es capturado por el gorila llamado Rojo, tras presenciar cómo los simios prisioneros trabajan en condiciones de esclavitud, sin agua o comida, construyendo un muro y los rebeldes colgados a modo de espantapájaros luego de ser torturados. El clan de César había sido capturado por la facción Alfa-Omega y César al notar las duras condiciones en las que los simios construyen el muro exige dar comida y agua para poder terminar el muro a lo que el Coronel se niega y los simios liderados por su nuera Lake deciden seguir trabajando ante la amenaza del Coronel de matar a César. Esa misma noche César es llevado ante el coronel quien le revela que el virus de la gripe simia ha mutado y ahora hace que los seres humanos a los que infecta se vuelvan mudos y vuelvan a un estado primitivo. También le dice que se está protegiendo de otras facciones militares que quieren derrocarle, ya que él está a favor de matar a todos los seres humanos infectados (incluyendo a su propio hijo, a quien ya mató) y destruir sus pertenencias contaminadas a fin de evitar la propagación del virus. El coronel, pese a ser un admirador de generales y otros héroes de guerra, accede a la petición de César de dar comida y agua a los simios para poder terminar el muro.
Mientras César es torturado por el hambre, la niña muda, a la que Maurice llama Nova, inspirado en el logo de un Chevy Nova regalado a ella por Simio Malo, se cuela en la base para darle comida y agua. Cuando un soldado está a punto de descubrirla, Rocket se hace capturar como distracción pero la muñeca de Nova es descubierta por el coronel. Juntos, César y Rocket trazan un plan para escapar de la instalación utilizando un túnel que Maurice y Simio Malo utilizan para sacar a los simios, mientras César va a enfrentarse al coronel.
Justo en ese momento la base es atacada por las facciones militares que quieren matar al coronel mientras los simios escapan. César encuentra al coronel en su despacho y descubre que ha sucumbido al virus gracias a la muñeca de Nova y está empezando a mostrar signos de comportamiento primitivo pero pese a esto el coronel intenta convencer a César de que lo mate. César lo deja donde está abandonando sus planes de venganza y el coronel se suicida para evitar vivir el resto de su vida como un primitivo. Durante la batalla entre Alfa-Omega y las otras facciones militares, los simios son atacados por la primera. César les ataca desde dentro, causándoles varias bajas, pero "Predicador", unos de los militares que había sido capturado y dejado en libertad al principio de la cinta, le dispara. Rojo, en un acto de redención hacia sus congéneres, se sacrifica para que César pueda destruir los depósitos de combustible. La explosión mata a los soldados de Alfa-Omega, permitiendo la victoria a las fuerzas militares rivales. Cesar se detiene en su huida, ya que nota un comportamiento extraño en los soldados vencedores, mientras estos al percatarse de su presencia, lo observan fijamente sin decir nada. Apenas un soldado se dispone a apuntarle con su arma, son alcanzados y enterrados por la avalancha provocada por la explosión previa. César, Nova y los otros simios, sobreviven escalando unos árboles cercanos.
Los simios salen de la instalación y cruzan el desierto para encontrar un oasis paradisíaco. Mientras los otros simios celebran haber encontrado su nuevo hogar, Maurice descubre la herida de César y le dice que él se encargará de contarle a Cornelius quien fue su padre y por lo que creyó y luchó. César muere silenciosamente, y Maurice mira hacia adelante, vigilando a los otros simios.

## Reparto

### Simios
- Andy Serkis como César, líder de los simios.[8]
- Steve Zahn[9] como Simio Malo, un chimpancé común que vivía en un zoológico antes del brote de la gripe simia y que fue un ermitaño antes de unirse al grupo de César.
- Judy Greer como Cornelia, la esposa de César.[8]
- Karin Konoval como Maurice, un sabio y benevolente orangután de Borneo, amigo y consejero de César.[8]
- Terry Notary como Rocket, un chimpancé común que es la figura del hermano de César.
- Michael Adamthwaite como Luca, un gorila de las tierras bajas occidentales en la tribu de César.
- Toby Kebbell repite su papel como Koba, de Dawn of the Planet of the Apes, apareciendo brevemente en las alucinaciones de César.
- Ty Olsson como Rojo, un gorila de las tierras bajas occidentales que una vez fue un seguidor de Koba, pero que ahora sirve al Coronel para derrotar a César.
- Aleks Paunovic[10] como Winter, un gorila albino occidental de las tierras bajas en la tribu de César.
- Max Lloyd-Jones como Ojos Azules, el hijo mayor de César y Cornelia.[11]
- Sara Canning[12] como Lake, una chimpancé común en la tribu de César, que también fue compañera de Ojos Azules y más tarde cuidadora de Cornelius.
- Devyn Dalton como Cornelius, el hijo menor de César y Cornelia y hermano menor de Ojos Azules.

### Humanos
- Woody Harrelson como el Coronel, líder de la organización paramilitar Alpha-Omega, y quien está obsesionado con la eliminación de César y su tribu para preservar el papel de los humanos como la especie dominante.[13][14]
- Gabriel Chavarria[15] como Predicador, un soldado que trabaja bajo el mando del Coronel en Alpha-Omega.
- Amiah Miller[16] como Nova, una audaz y amable niña huérfana muda que Maurice adopta como su hija.

## Producción

### Desarrollo
Después de ver su trabajo en Dawn of the Planet of the Apes, 20th Century Fox y Chernin Entertainment firmaron para que Matt Reeves regresara como director para la tercera entrega del reinicio de la serie. El 7 de enero de 2014, el estudio anunció una tercera entrega con Reeves volviendo a dirigirla y co-escribiéndola junto con Bomback. Peter Chernin, Rick Jaffa y Amanda Silver fueron anunciados como los productores. Durante una entrevista a Andy Serkis en MTV a mediados de noviembre de 2014, Serkis dijo que no sabía sobre la continuación de la próxima película, sin embargo dijo: 

"Podría acontecer cinco años después del evento. Podría continuar en la noche después de los acontecimientos en donde lo dejamos en Dawn of the Planet of the Apes".

El 14 de mayo de 2015, el título fue revelado como War of the Planet of the Apes. En octubre de 2015, la película fue retitulada como War for the Planet of the Apes. Toby Kebbell, quien interpretó a Koba en Dawn of the Planet of the Apes, expresó su interés en retomar su papel o realizar otros personajes.
En entrevistas para Dawn of the Planet of the Apes, Matt Reeves habló un poco sobre la guerra inevitable que César tendría con los seres humanos: 

"Como esta historia continúa, sabemos que la guerra no se evita al final de Dawn... Eso demostrará con lo que el mundo deberá estar lidiando. Cuando él fue puesto en circunstancias que nunca, nunca quiso tratar, y tenía la esperanza de que se podía evitar. Y ahora él está justo en medio de ella. Las cosas que pasan en esa historia lo prueba en grandes maneras, en las formas en que su relación con Koba lo persigue profundamente. Va a ser una historia épica. Creo que probablemente ha leído que en cierto modo me describí, donde en la primera película fue mucho de su ascenso desde sus humildes comienzos a ser un revolucionario. La segunda película fue para tener que levantarse con el reto de ser un gran líder en el más difícil de los tiempos. Esto va a ser la historia que va a cimentar su estatus como una figura seminal en la historia de los simios, y en cierto modo conduce a un estatus casi bíblica. Él va a llegar a ser como una figura mítica del mono, como Moisés".

### Rodaje
La fotografía principal de la película comenzó el 14 de octubre de 2015 en Lower Mainland, Vancouver, bajo el título falso Fortaleza escondida. El rodaje se llevó a cabo allí hasta principios de marzo de 2016.

## Efectos especiales innovadores
A causa de la dificultad para poder registrar todos los movimientos de los actores para posteriormente poder convertirlos en simios, los cuales protagonizarían la película, se utilizó un sistema de captura de movimiento conocido como Motion Capture. Este proceso se servía de un conjunto de marcadores distribuidos por todo un traje que los actores debían llevar puestos en el momento del rodaje. Estos marcadores estaban situados en puntos estratégicos del cuerpo para así facilitar el proceso de reconocimiento de todos los movimientos. También debían de llevar un casco con un sistema implantado de marcadores que capturaban todos los gestos faciales que realizaban los personajes durante su interpretación. De este modo, en la fase de postproducción, se trasladaba toda esta información para recrearla en un formato tridimensional gracias a un sistema CGI que permitiera ejecutar imágenes generadas por computadora o por ordenador, para posteriormente poder crear los personajes principales, los cuales serían simios con características y capacidades humanas desarrolladas. 
Este caso lo podemos ver en otras películas con los mismos sistemas de seguimiento del movimiento como Avatar o El curioso caso de Benjamin Button, entre muchas otras dónde los efectos especiales protagonizan los procesos de producción de esta clase de films.

## Estreno

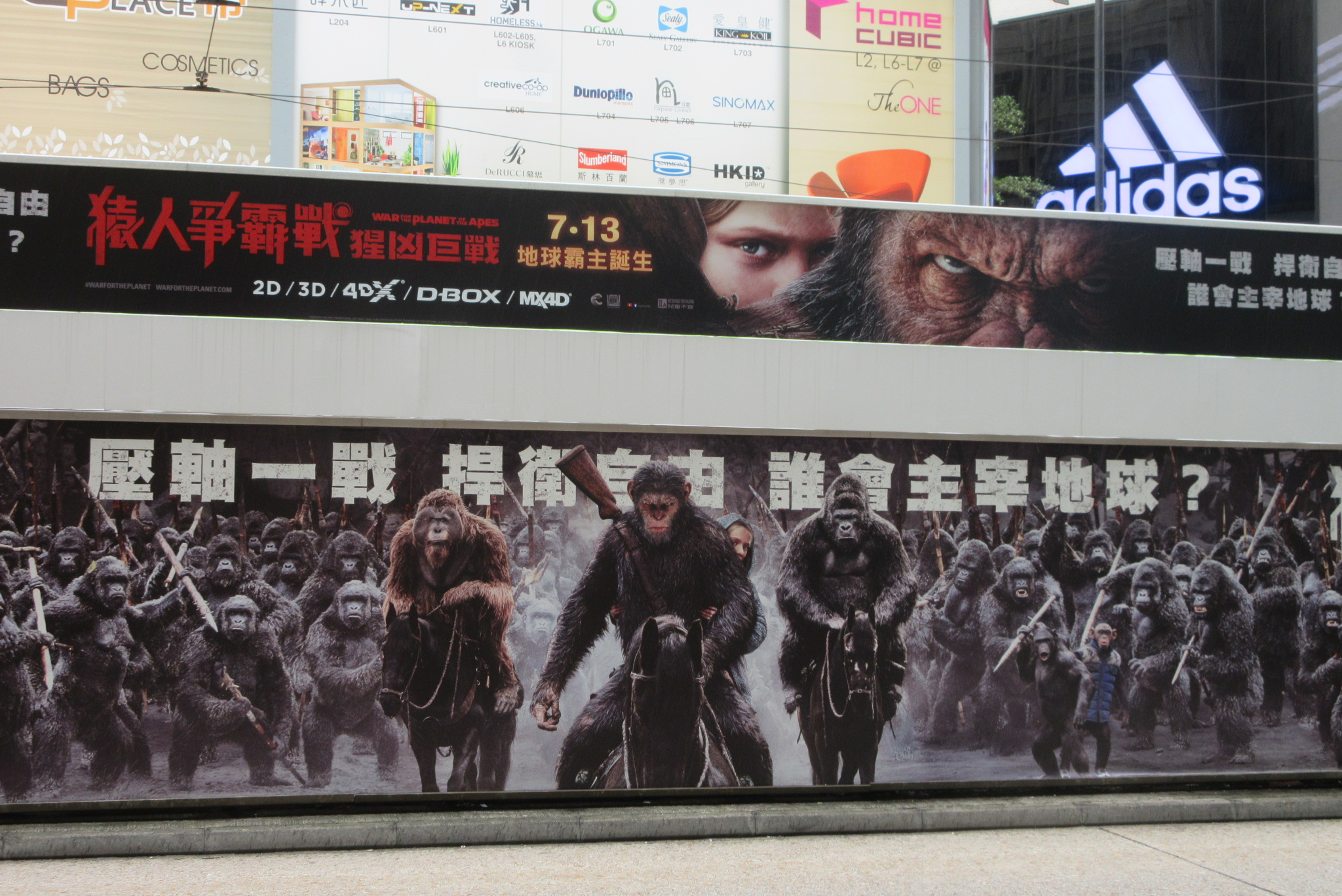
Cartel promocional de la película en Hong Kong.

La película se fijó inicialmente para su estreno oficial el 29 de julio de 2016. En enero de 2015, Fox programó la fecha de estreno de la película para el 14 de julio de 2017.

### Mercadotecnia
El 9 de diciembre de 2016, 20th Century Fox presentó el primer tráiler oficial de la película.

## Recepción
War for the Planet of the Apes ha recibido elogios por las actuaciones de su elenco (particularmente Serkis), dirección, música, efectos visuales, cinematografía y por la complejidad moral de su historia. En el sitio Rotten Tomatoes, la película consiguió una aprobación del 93%, basada en 268 reseñas, con un índice de audiencia estimado de 8.1 sobre 10. El consenso en el sitio afirma que "War for the Planet of the Apes combina excelentes efectos especiales y una conmovedora narrativa para dar fin de manera digna a esta trilogía". En Metacritic la película logró una puntuación de 82 sobre 100 basado en 50 críticas.

## Posibles secuelas
Durante una entrevista con MTV News a mediados de noviembre de 2014, Andy Serkis habló de posibles secuelas: "Podrían ser tres películas. Podrían ser cuatro. Podría ser cinco. ¿Quién sabe si el viaje continuará...?".